# Krośniewice (gmina)

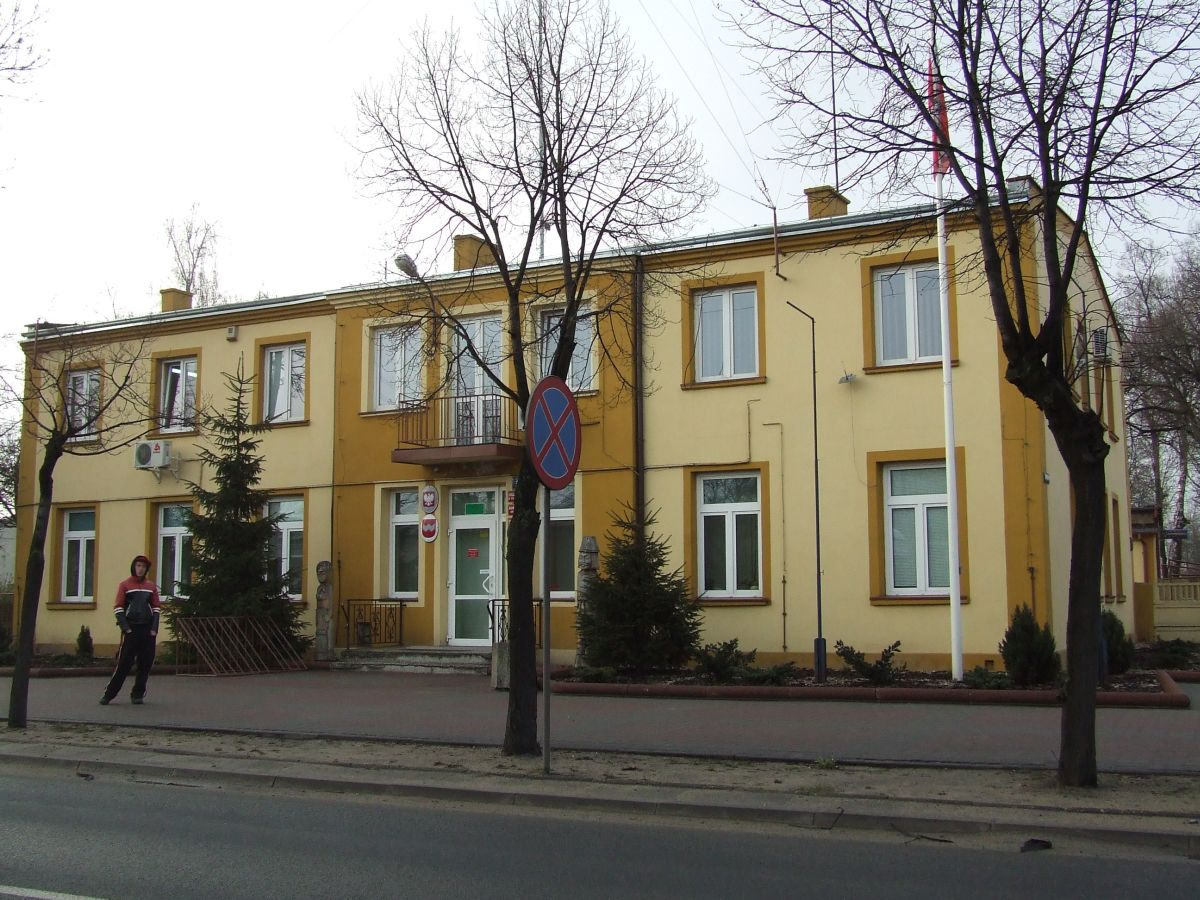
Urząd gminy w Krośniewicach

Krośniewice – gmina miejsko-wiejska w Polsce położona w województwie łódzkim, w powiecie kutnowskim. W latach 1975–1998 gmina administracyjnie należała do województwa płockiego.
Siedziba gminy to Krośniewice.
Gmina jest członkiem Związku Gmin Regionu Kutnowskiego.
Według danych z 31 grudnia 2007 gminę zamieszkiwały 8983 osoby. Natomiast według danych z 31 grudnia 2017 roku gminę zamieszkiwało 8520 osób.

## Struktura powierzchni
Według danych z roku 2007 gmina Krośniewice ma obszar 94,71 km², w tym:
- użytki rolne: 89%
- użytki leśne: 3%

Gmina stanowi 10,68% powierzchni powiatu.

## Demografia

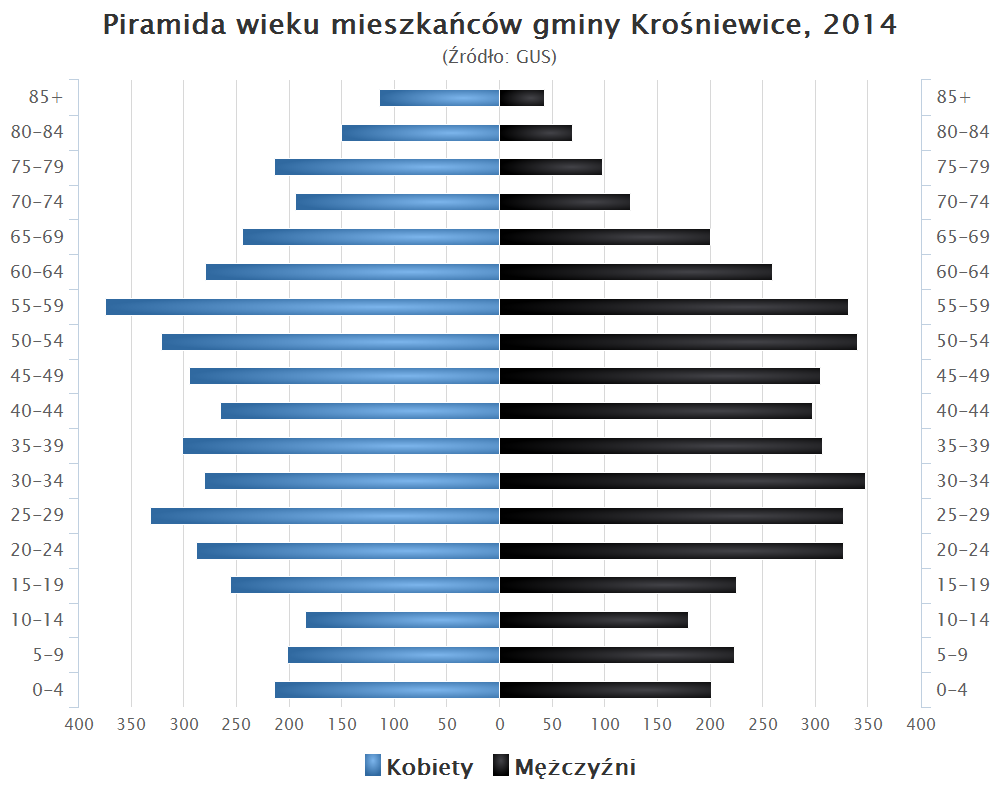
Piramida wieku mieszkańców gminy Krośniewice w 2014 roku

Dane z 31 grudnia 2007:
| Opis                              | Ogółem | Ogółem | Kobiety | Kobiety | Mężczyźni | Mężczyźni |
| --------------------------------- | ------ | ------ | ------- | ------- | --------- | --------- |
| jednostka                         | osób   | %      | osób    | %       | osób      | %         |
| populacja                         | 8983   | 100    | 4607    | 51,3    | 4376      | 48,7      |
| gęstość zaludnienia (mieszk./km²) | 95     | 95     | 49      | 49      | 46        | 46        |

## Religia
Dominującym wyznaniem na terenie gminy Krośniewice jest Kościół rzymskokatolicki. Na terenie gminy są trzy parafie należące do metropolia łódzkiej, diecezji łowickiej, dekanatu Krośniewice:
- Parafia Wniebowzięcia Najświętszej Maryi Panny w Krośniewicach
- Parafia św. Stanisława Biskupa i Męczennika w Miłonicach
- Parafia św. Floriana w Nowem

Znaczną mniejszość stanowią mariawici należący do Kościoła Starokatolickiego Mariawitów, diecezji śląsko-łódzkiej, parafii św. Mateusza Apostoła i Ewangelisty i św. Rocha Wyznawcy w Nowej Sobótce. Niegdyś kościół mariawicki znajdował się w Kajewie. 

## Sąsiednie gminy
Chodów, Daszyna, Dąbrowice, Kutno, Nowe Ostrowy